# Mlinci

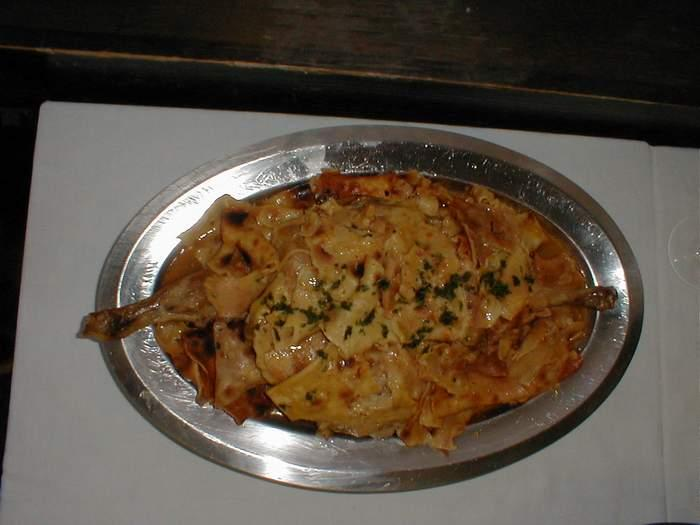
Mlinci

Mlinci ist eine Beilage, die vor allen Dingen im Gebiet um Zagreb sowie in Slawonien (in Kroatien) und Slowenien verbreitet ist.
Aus Mehl, Salz und Wasser wird ein Nudelteig zubereitet, der dünn ausgerollt und anschließend von beiden Seiten auf der Herdplatte oder im Ofen gebacken wird. Die gebackenen Teigplatten können dann aufbewahrt werden.
Für die Zubereitung werden die harten Platten in Stücke zerbrochen bzw. in Flecken zerteilt, in siedendem Wasser kurz angebrüht, bis sie etwas weich geworden sind und gleich anschließend in der Bratensauce (typischerweise Pute, also purica sa mlincima) ziehen gelassen, so dass sie die Bratensoße aufsaugen und so ganz weich werden.
Mlinci werden traditionell an Festtagen zu Fleischgerichten serviert, typischerweise zu Puten- oder Gänsebraten.